# Oenoptila triatrapata
Oenoptila triatrapata là một loài bướm đêm trong họ Geometridae.